# Concepción de Buenos Aires
Concepción de Buenos Aires est une ville et une municipalité, dans l'état de Jalisco, dans le centre-ouest du Mexique.

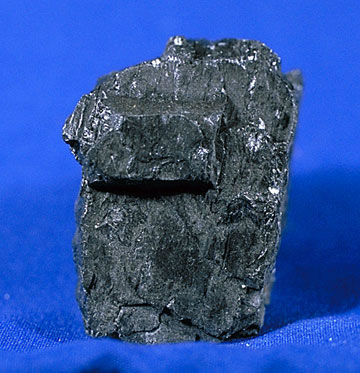
Il y a des gisements de charbon dans la municipalité